# Ficulea
La ciudad de Ficulea era una antigua y floreciente ciudad romana cuyos orígenes eran latinos - etruscos (desde el siglo X a. C.). Se encuentra en la actual Casal Bianco, cerca de Roma. El área arqueológica salió a la luz por primera vez en 1854.
La antigua ciudad, cuyo nombre deriva de figules (ceramistas), se extendía desde la Vía Nomentana, hasta nueve millas de la Vía Tiburtina, cerca de Casal Bianco. El área estaba cubierta por numerosas tumbas y residencias patricias, que se extendía hasta Tívoli, donde Adriano construyó su famosa Villa Adriana.
De acuerdo con Tito Livio, la ciudad fue parte de la Liga Latina, que entró en guerra con Roma durante el reinado del rey de Roma Lucio Tarquinio Prisco. Ficulea fue una de la serie de ciudades capturadas por Tarquino.